# Müllerhartungstraße (Bad Sulza)

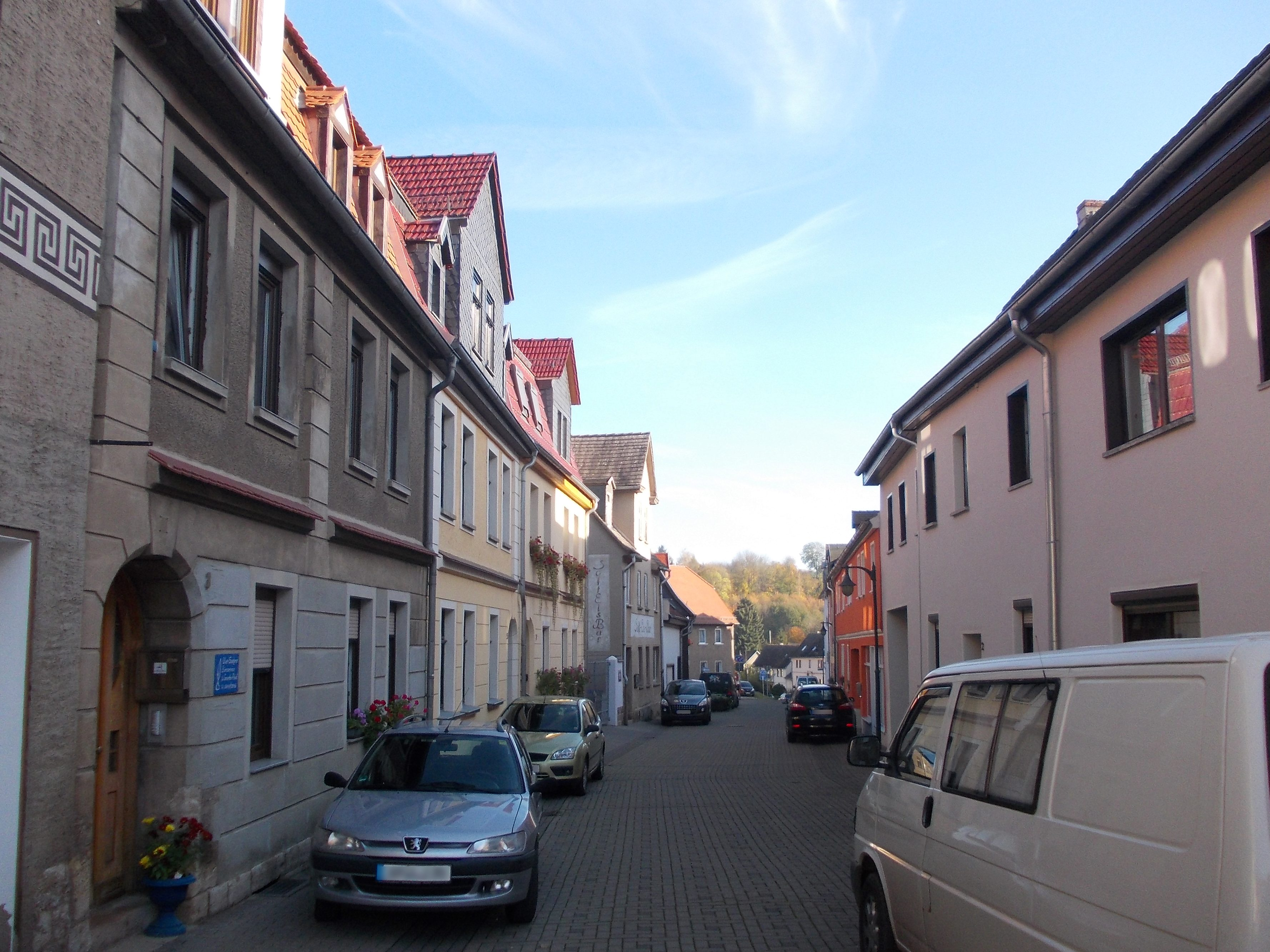
Müllerhartungstraße in Bad Sulza

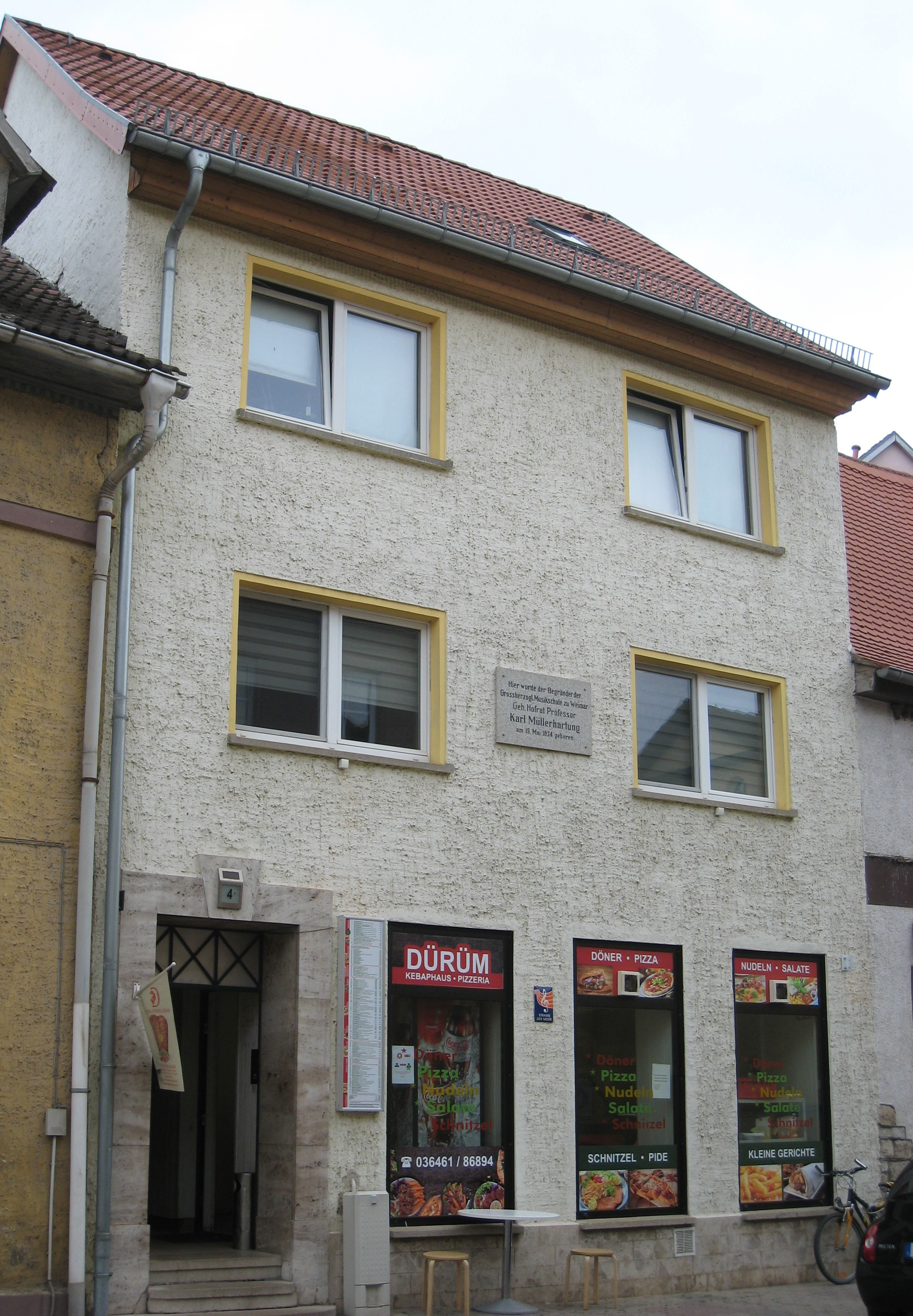
Geburtshaus von Carl Müllerhartung in Bad Sulza

Die Müllerhartungstraße ist eine Innerortsstraße in Bad Sulza im thüringischen Landkreis Weimarer Land. Sie ist nach dem Komponisten und Musikpädagogen bzw. dem ersten Rektor der Hochschule für Musik Franz Liszt Weimar Carl Müllerhartung benannt. Sie liegt zwischen Unterer Marktstraße und Waidstraße und ist eine Spielstraße.
Das Eckhaus Waidstraße 1/Ecke Müllerhartungstraße steht auf der Liste der Kulturdenkmale in Bad Sulza. Sein Zustand ist dringend sanierungsbedürftig. Das Geburtshaus Müllerhartungs ist unweit davon die Untere Marktstraße 4. Daran erinnert eine Gedenktafel.